# بلدة بريسك آيل (ميشيغان)
بريسكيو إزلي (بالإنجليزية: Presque Isle Township, Michigan)‏ هي بلدة تقع بولاية ميشيغان في الولايات المتحدة. تبلغ مساحتها 122.2 (كم²)، وترتفع عن سطح البحر 183 م، بلغ عدد سكانها 1691 نسمة في عام تعداد الولايات المتحدة 2000 حسب إحصاء مكتب تعداد الولايات المتحدة وتصل الكثافة السكانية فيها 18.3 نسمة/كم2.

## وصلات خارجية
- The US50 - Cities and Towns in Michigan State
- Michigan Cities and Towns, Facts, Map, Flag, Colleges, Government, and More